# José Sosa
José Ernesto Sosa (Carcarañá, Santa Fe, Argentina; 19 de junio de 1985) es un futbolista argentino que juega como centrocampista y actualmente se desempeña en el Club Estudiantes de La Plata, de la Primera División de Argentina.
Tras debutar como profesional en Estudiantes y conseguir el Torneo Apertura 2006 del fútbol argentino, fue transferido al Bayern de Múnich consiguiendo Bundesliga, Copa de Alemania, Copa de la Liga de Alemania y Supercopa de Alemania, en tres años. En 2014, ganó la Primera División de España con el Atlético de Madrid.
Ha sido internacional con la selección argentina y ganó la medalla de oro en fútbol en los Juegos Olímpicos de Pekín 2008.

## Trayectoria

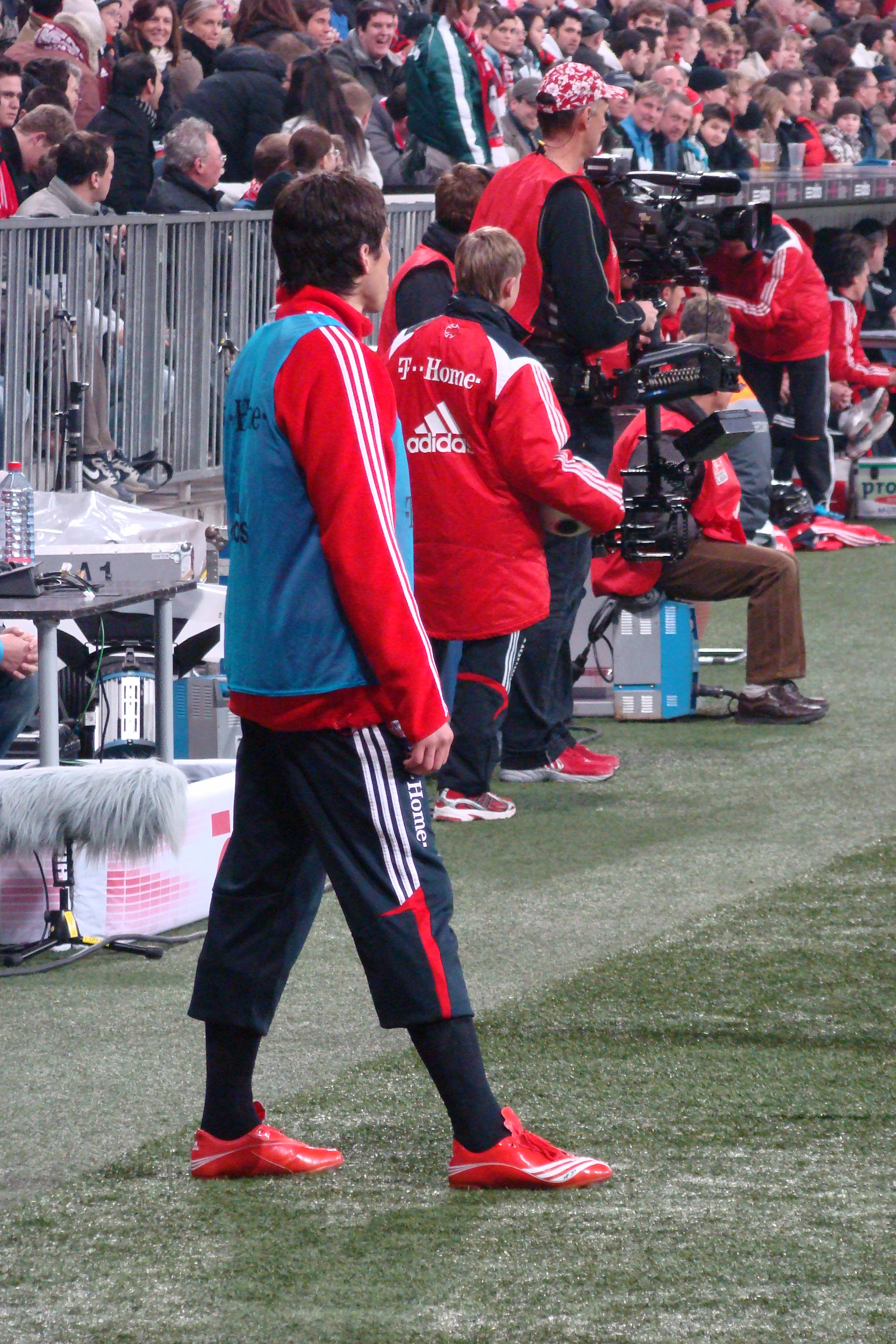
José Ernesto Sosa preparándose para entrar a la cancha durante el partido Bayern 5-1 Aberdeen durante la copa UEFA.

### Inicios
Comenzó en las divisiones inferiores del Club Atlético Carcarañá para luego llegar a Estudiantes de La Plata, equipo en el que debutó profesionalmente; y con el que obtuvo el Torneo Apertura 2006 marcando de tiro libre el primero de los dos goles que le daría el campeonato a su club en la final ante Boca Juniors.
El 28 de febrero de 2007 se concretó su venta al Bayern de Múnich de Alemania, aunque continuó en el equipo platense hasta la finalización del Torneo Clausura 2007.
A fines de 2009 había sido contratado nuevamente por Estudiantes, a préstamo, para disputar la Copa Mundial de Clubes de Emiratos Árabes Unidos, pero la FIFA rechazó la solicitud y le prohibió participar en la competición. La directiva también realizó gestiones ante el TAS para que se reconsiderara el pedido, argumentando la necesidad del jugador de trabajar, ya que al momento de la contratación no tenía ficha en la plantilla del F. C. Bayern de Múnich. Tras la negativa, se incorporó a Estudiantes pero para jugar durante el primer semestre de 2010 y, al finalizar esa temporada, regresó al club alemán, llegando a disputar la Supercopa de Alemania, aunque finalmente fue vendido al Napoli de Italia.

### Metalist
El 26 de julio de 2011 se confirmó su fichaje por parte del club ucraniano F.C. Metalist Járkov, tomando el número 11 en su camiseta en honor a su ídolo, Juan Sebastián Verón. Fue fundamental en su primera campaña en la que el club tuvo una exitosa marcha por la Liga Europa de la UEFA. El 28 de junio de 2012, fue nombrado como el nuevo capitán. Se mantuvo en el equipo hasta fines de 2013, cuando fue cedido a préstamo al Club Atlético de Madrid, por seis meses, con una oferta de compra de 10 millones de euros.

### Atlético de Madrid
El 1 de enero de 2014 se confirmó su cesión a préstamo al Atlético de Madrid. Debutó con el club rojiblanco en el partido de vuelta de los octavos de final de la Copa del Rey, ante el Valencia. Disputó el partido como titular y colaboró para que el equipo ganara el partido por 2-0 y se clasificara para los cuartos de final.
En la Liga debutó el 19 de enero, en un partido correspondiente a la vigésima jornada frente al Sevilla. Sosa saltó al campo en el minuto 88, sustituyendo a Koke. En dicha competición, el Atlético de Madrid se proclamó campeón en la última jornada, tras empatar 1-1 frente al Fútbol Club Barcelona. Sosa colaboró en la consecución del título disputando 15 partidos en la segunda mitad de la temporada.

### Beşiktaş
El 29 de agosto de 2014 firmó un contrato, por cuatro temporadas, con el Beşiktaş Jimnastik Kulübü. Debutó con el equipo turco el 18 de septiembre en el empate 1-1 ante el Asteras Tripolis por la Liga Europea de la UEFA.

### AC Milan
José Sosa se incorporó, a mediados de 2016, al AC Milan, procedente del Beşiktaş de Turquía a cambio de 7,5 millones de euros, por tres temporadas.

### Fenerbahçe
21 de agosto de 2020 firma con el Fenerbahce de Turquía luego de quedar libre del Trabzonspor de ese mismo país.

### Estudiantes de La Plata (Regreso)
Fichó por el club argentino el 9 de agosto de 2022, en condición de libre, lo que marcaría su segundo regreso a la institución que lo vio nacer como futbolista profesional.
El 13 de diciembre de 2023 integró el equipo titular del Estudiantes de La Plata campeón de la Copa Argentina 2023. Fue elegido el jugador más valioso de la competición. El 5 de mayo de 2024 obtuvo la Copa de la Liga Profesional 2024, siendo el capitán del equipo.
El 21 de diciembre de 2024 ingresó desde el banco de suplentes al equipo que obtuvo el Trofeo de Campeones de la Liga Profesional 2024, en el triunfo de Estudiantes de La Plata ante Vélez Sarsfield por 3-0 en el Estadio Único Madre de Ciudades de Santiago del Estero.

## Selección nacional

### Categorías inferiores
En 2003 y 2005 fue convocado para participar en el Mundial Juvenil Sub-20, aunque una lesión lo marginó de este último y fue reemplazado por Patricio Pérez.
También integró la selección argentina que logró por segunda vez en su historia la medalla de oro de fútbol en los Juegos Olímpicos de Pekín 2008.

### Selección absoluta
Su debut en la selección absoluta se produjo el 9 de marzo de 2005 al ingresar al campo a los 86 minutos de juego por Rodrigo Palacio en un amistoso ante el combinado mexicano en la ciudad de Los Ángeles.
En enero de 2010 fue nuevamente convocado para un partido amistoso contra la selección de Costa Rica. El encuentro finalizó 3 a 2 a favor del equipo argentino y José marcó un gol. También participó en las eliminatorias para la Copa Mundial de Fútbol 2014 y logró la clasificación con su selección. Para la disputa del torneo, Sosa fue incluido en la pre lista de 26 jugadores elegidos por el seleccionador argentino. Sin embargo, el 2 de junio de 2014 se hizo oficial la nómina definitiva, en la cual no estaba incluido.

## Estadísticas

### Clubes
- Actualizado el 17 de agosto de 2025.[24][25]

| Club | Div           | Temporada     | Liga  | Liga  | Copas nacionales(1) | Copas nacionales(1) | Torneos internacionales(2) | Torneos internacionales(2) | Total | Total |
| Club | Div           | Temporada     | Part. | Goles | Part.               | Goles               | Part.                      | Goles                      | Part. | Goles |
| --- | ------------- | ------------- | ----- | ----- | ------------------- | ------------------- | -------------------------- | -------------------------- | ----- | ----- |
| Estudiantes de La Plata Argentina | 1.ª           | 2002-03       | 7     | 1     | —                   | —                   | —                          | —                          | 7     | 1     |
| Estudiantes de La Plata Argentina | 1.ª           | 2003-04       | 28    | 1     | —                   | —                   | —                          | —                          | 28    | 1     |
| Estudiantes de La Plata Argentina | 1.ª           | 2004-05       | 33    | 4     | —                   | —                   | —                          | —                          | 33    | 4     |
| Estudiantes de La Plata Argentina | 1.ª           | 2005-06       | 36    | 3     | —                   | —                   | 12                         | 0                          | 48    | 3     |
| Estudiantes de La Plata Argentina | 1.ª           | 2006-07       | 38    | 3     | —                   | —                   | —                          | —                          | 38    | 3     |
| Estudiantes de La Plata Argentina | 1.ª           | 2010          | 17    | 3     | —                   | —                   | 9                          | 2                          | 26    | 5     |
| Estudiantes de La Plata Argentina | 1.ª           | 2022          | 2     | 0     | 0                   | 0                   | 0                          | 0                          | 2     | 0     |
| Estudiantes de La Plata Argentina | 1.ª           | 2023          | 17    | 2     | 18                  | 1                   | 7                          | 0                          | 42    | 3     |
| Estudiantes de La Plata Argentina | 1.ª           | 2024          | 21    | 3     | 20                  | 0                   | 6                          | 0                          | 47    | 3     |
| Estudiantes de La Plata Argentina | 1.ª           | 2025          | 17    | 1     | 2                   | 0                   | 7                          | 0                          | 26    | 1     |
| Estudiantes de La Plata Argentina | Total club    | Total club    | 216   | 21    | 40                  | 1                   | 41                         | 2                          | 297   | 24    |
| Bayern de Múnich · Alemania | 1.ª           | 2007-08       | 15    | 0     | 4                   | 0                   | 6                          | 0                          | 25    | 0     |
| Bayern de Múnich · Alemania | 1.ª           | 2008-09       | 17    | 2     | 1                   | 0                   | 3                          | 0                          | 21    | 2     |
| Bayern de Múnich · Alemania | 1.ª           | 2009-10       | 3     | 0     | 2                   | 0                   | 1                          | 0                          | 6     | 0     |
| Bayern de Múnich · Alemania | 1.ª           | 2010-11       | —     | —     | 1                   | 0                   | —                          | —                          | 1     | 0     |
| Bayern de Múnich · Alemania | Total club    | Total club    | 35    | 2     | 8                   | 0                   | 10                         | 0                          | 53    | 2     |
| S. S. C. Napoli · Italia | 1.ª           | 2010-11       | 24    | 1     | 1                   | 0                   | 6                          | 0                          | 31    | 1     |
| S. S. C. Napoli · Italia | Total club    | Total club    | 24    | 1     | 1                   | 0                   | 6                          | 0                          | 31    | 1     |
| F. C. Metalist Járkov · Ucrania | 1.ª           | 2011-12       | 26    | 5     | —                   | —                   | 12                         | 2                          | 38    | 7     |
| F. C. Metalist Járkov · Ucrania | 1.ª           | 2012-13       | 21    | 7     | —                   | —                   | 7                          | 0                          | 28    | 7     |
| F. C. Metalist Járkov · Ucrania | 1.ª           | 2013-14       | 17    | 5     | 1                   | 0                   | 2                          | 0                          | 20    | 5     |
| F. C. Metalist Járkov · Ucrania | Total club    | Total club    | 64    | 17    | 1                   | 0                   | 21                         | 2                          | 86    | 19    |
| Atlético de Madrid · España | 1.ª           | 2013-14       | 15    | 0     | 4                   | 0                   | 5                          | 0                          | 24    | 0     |
| Atlético de Madrid · España | Total club    | Total club    | 15    | 0     | 4                   | 0                   | 5                          | 0                          | 24    | 0     |
| Beşiktaş J. K. Turquía | 1.ª           | 2014-15       | 27    | 5     | 3                   | 0                   | 7                          | 0                          | 37    | 5     |
| Beşiktaş J. K. Turquía | 1.ª           | 2015-16       | 31    | 7     | 5                   | 1                   | 5                          | 1                          | 41    | 9     |
| Beşiktaş J. K. Turquía | Total club    | Total club    | 58    | 12    | 8                   | 1                   | 12                         | 1                          | 78    | 14    |
| A. C. Milan · Italia | 1.ª           | 2016-17       | 18    | 0     | 1                   | 0                   | —                          | —                          | 19    | 0     |
| A. C. Milan · Italia | Total club    | Total club    | 18    | 0     | 1                   | 0                   | 0                          | 0                          | 19    | 0     |
| Trabzonspor Turquía | 1.ª           | 2017-18       | 25    | 0     | 2                   | 0                   | —                          | —                          | 27    | 0     |
| Trabzonspor Turquía | 1.ª           | 2018-19       | 29    | 5     | 1                   | 0                   | —                          | —                          | 30    | 5     |
| Trabzonspor Turquía | 1.ª           | 2019-20       | 29    | 9     | 6                   | 1                   | 7                          | 1                          | 42    | 11    |
| Trabzonspor Turquía | Total club    | Total club    | 83    | 14    | 9                   | 1                   | 7                          | 1                          | 99    | 16    |
| Fenerbahçe S. K. Turquía | 1.ª           | 2020-21       | 34    | 4     | 2                   | 0                   | 0                          | 0                          | 36    | 4     |
| Fenerbahçe S. K. Turquía | 1.ª           | 2021-22       | 19    | 0     | —                   | —                   | 8                          | 0                          | 27    | 0     |
| Fenerbahçe S. K. Turquía | Total club    | Total club    | 53    | 4     | 2                   | 0                   | 8                          | 0                          | 63    | 4     |
| Total carrera | Total carrera | Total carrera | 566   | 71    | 74                  | 3                   | 110                        | 6                          | 750   | 80    |
| (1) Incluye datos de la DFB Pokal (2007-10); Supercopa de Alemania (2010); Copa Italia (2010-11); Copa de Ucrania (2011-14); Copa del Rey (2013-14); Copa de Turquía (2014-16); Copa Argentina (2023-25); Copa de la Liga Profesional (2023 y 2024); Supercopa Argentina (2023) y Trofeo de Campeones (2024). (2) Incluye datos de la Copa Sudamericana (2005 y 2023); Copa Libertadores (2006, 2010, 2024 y 2025); Liga Europa de la UEFA (2007-08, 2010-13 y 2014-16) y Liga de Campeones de la UEFA (2008-10 y 2013-14). |               |               |       |       |                     |                     |                            |                            |       |       |

### Selecciones

#### Participaciones en fases finales
| Competición                    | Categoría | Sede  | Resultado | Partidos | Goles |
| ------------------------------ | --------- | ----- | --------- | -------- | ----- |
| Juegos Olímpicos de Pekín 2008 | Olímpica  | Pekín | Campeón   | 4        | 0     |
| Total                          | –         | –     | –         | 4        | 0     |

## Palmarés

### Títulos nacionales
| Título                | Club                    | País      | Año  |
| --------------------- | ----------------------- | --------- | ---- |
| Primera División      | Estudiantes de La Plata | Argentina | 2006 |
| Copa de la Liga       | Bayern de Múnich        | Alemania  | 2007 |
| 1. Bundesliga         | Bayern de Múnich        | Alemania  | 2008 |
| Copa de Alemania      | Bayern de Múnich        | Alemania  | 2008 |
| Supercopa de Alemania | Bayern de Múnich        | Alemania  | 2010 |
| Primera División      | Atlético de Madrid      | España    | 2014 |
| Süper Lig             | Beşiktaş J. K.          | Turquía   | 2016 |
| Supercopa de Italia   | A. C. Milan             | Italia    | 2016 |
| Copa de Turquía       | Trabzonspor             | Turquía   | 2020 |
| Copa Argentina        | Estudiantes de La Plata | Argentina | 2023 |
| Copa de la Liga       | Estudiantes de La Plata | Argentina | 2024 |
| Trofeo de Campeones   | Estudiantes de La Plata | Argentina | 2024 |

### Títulos internacionales
| Título           | Equipo             | Sede    | Año  |
| ---------------- | ------------------ | ------- | ---- |
| Juegos Olímpicos | Argentina olímpica | Beijing | 2008 |

### Distinciones individuales
| Distinción                         | Año  |
| ---------------------------------- | ---- |
| Mejor jugador de la Copa Argentina | 2023 |